# Katastrofa lotnicza w Manacapuru
Katastrofa lotnicza w Manacapuru – wypadek lotniczy samolotu Embraer EMB-110P1 Bandeirante, należącego do linii lotniczych Manaus Aerotáxi, do którego doszło 7 lutego 2009 w Manacapuru w Brazylii. W wyniku wypadku śmierć poniosły 24 osoby (22 pasażerów i 2 członków załogi). Wśród pasażerów była 17-osobowa rodzina, z której przeżyły tylko 2 osoby.

## Wypadek
Z powodu ulewnych opadów pilot próbował zawrócić do Coari. Z uwagi na awarię i pożar silnika nr 1, załoga podjęła próbę awaryjnego lądowania na pasie startowym w Manaus. Samolot spadł jednak do rzeki Manacapuru, oddalonej około 500 m od pasa.
Samolot turbośmigłowy Embraer przewoził 28 osób, choć maksymalnie mógł przewozić 21 osób. Maksymalna masa startowa EMB-110P1 wynosi 5670 kg. Rzeczywista masa startowa samolotu uczestniczącego w wypadku wynosiła 6414 kg.

## Ofiary
Prawie czterdziestu ratowników, spędziło noc na poszukiwaniu ocalałych. Ekipom ratunkowym udało się wydobyć wszystkie 24 ciała. Jako przyczynę zgonów każdej z ofiar uznano utonięcie. Ofiarami było 15 dorosłych pasażerów, 7 dzieci i 2 członków załogi. Ocalało jedynie 4 pasażerów (3 dorosłych i 1 dziecko), którzy siedząc z tyłu samolotu otworzyli wyjście awaryjne i wydostali się na powierzchnie. Nie odnieśli poważnych obrażeń.

## Dochodzenie
Brazylijskie Centrum Badania i Zapobiegania Wypadkom Lotniczym zbadało katastrofę i 30 lipca 2010 r. wydało raport końcowy. CENIPA stwierdziła, że samolot wystartował przeciążony, a jego lewy silnik uległ awarii podczas lotu. Niezdolny do utrzymania poziomego lotu na jednym silniku ze względu na jego nadwagę, samolot rozbił się podczas próby awaryjnego lądowania.